# Luka (Verušičky)

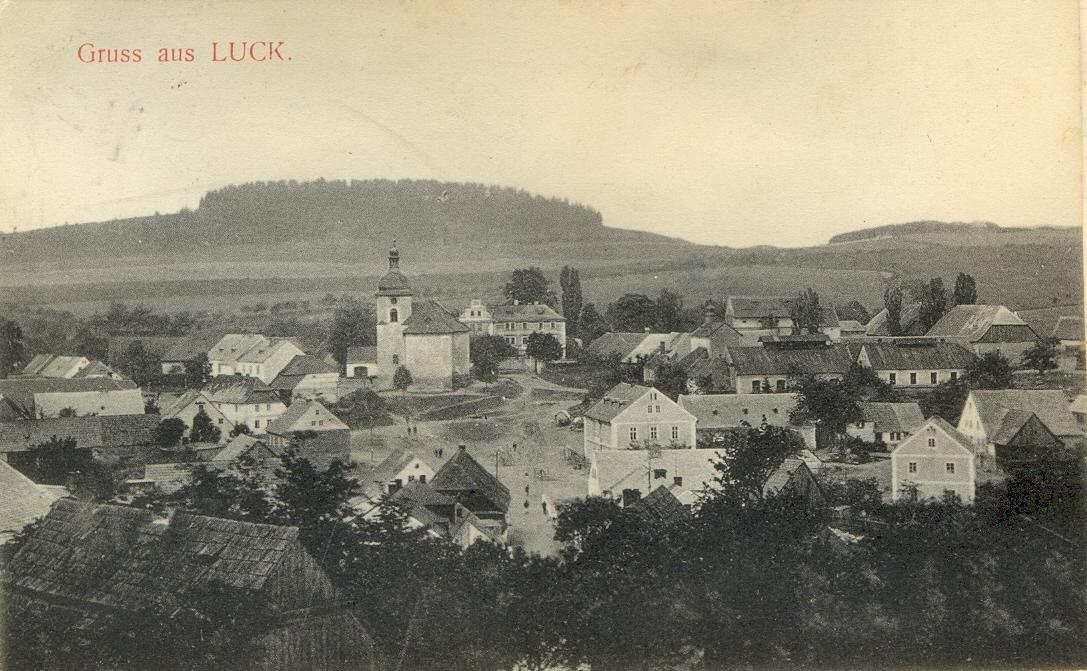
Postkarte von 1910

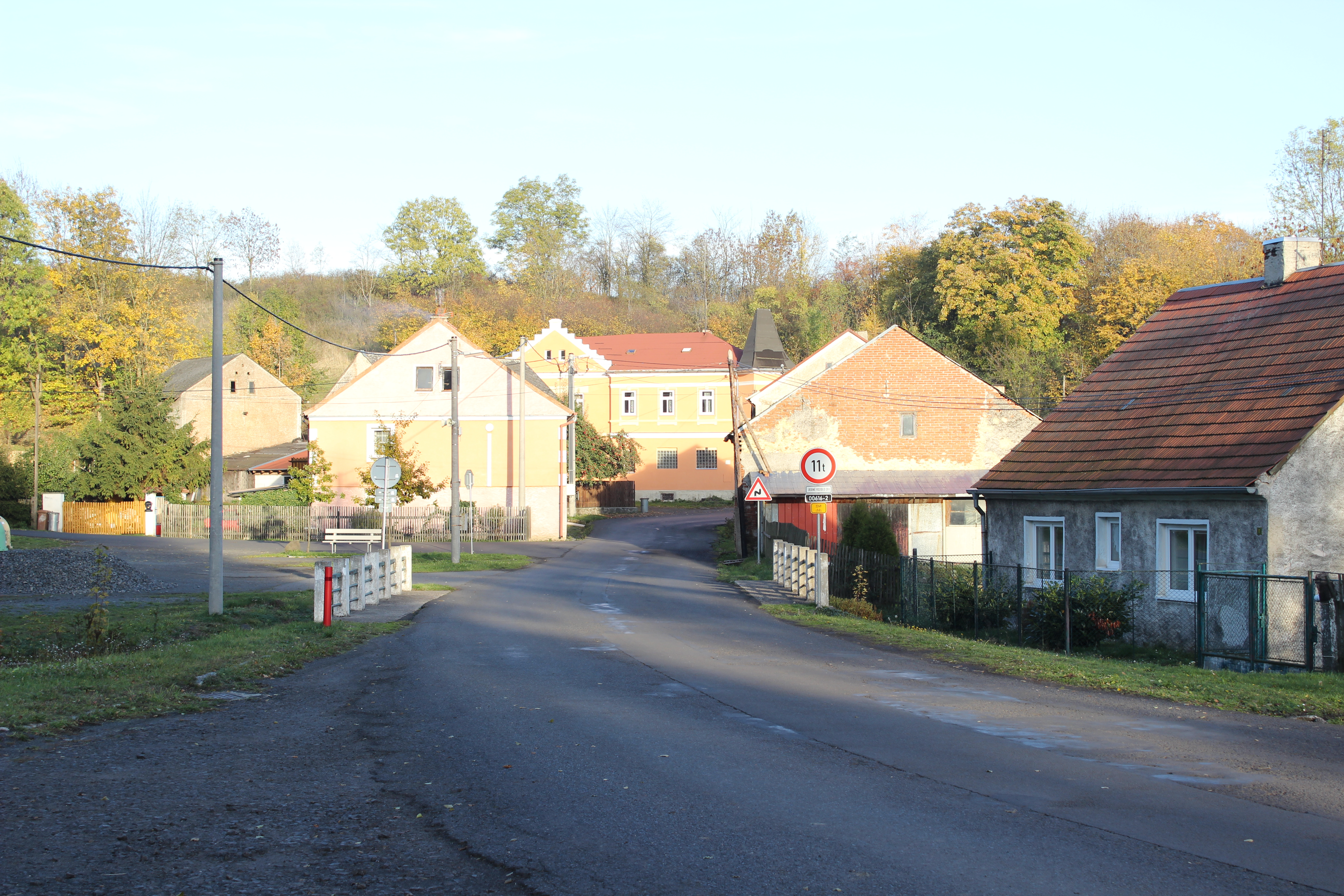
Ortszentrum

Luka (deutsch Luck, auch Luk, tschechisch historisch Luky) ist ein Ortsteil der Gemeinde Verušičky (Klein Werscheditz) im Bezirk Karlsbad in Tschechien.

## Lage
Nachbarorte sind Záhoří (Serles) im Westen, Albeřice (Alberitz) im Nordosten, Týniště (Thönischen) und Verušičky (Klein Werscheditz) im Südosten. 

## Geschichte
Die gleichnamige Herrschaft bestand früher aus den getrennten Gütern Luck, Thönischen, Buda und Werscheditz. 1388 erscheint ein Ritter Michko als Besitzer von Luck. 1544 gehörte es Christoph von Stampach und 1575 Nikolaus von Stampach. Von 1604 bis zu seinem Tode 1612 besaß Fabian Sebastian Pröllenhofer von Purkersdorf, Luck, Werscheditz, Thönischen und Udritsch. Seine Witwe heiratete 1615 Wolf Lochner von Palitz, der Thönischen seinen beiden Töchtern Magdalena und Dorothea Sophia vermachte. Luck und Buda verblieben bei den Erben des Wolf Lochners von Palitz. 1652 kam Luck in den Besitz des Freiherren Wolfgang Liebsteinsky von Kolowrat, der es 1699 seiner Frau Maximiliana Veronika hinterließ. 1704 erscheint Maximilian Leo Liebsteinsky Graf von Kolowrat als Besitzer von Luck. 1715 verkaufte Wenzel Ignaz Deym Freiherr von Stritetz das Gut an Christoph Adalbert Putz von Breitenbach. 1726 gehörten die Güter Luck und Buda seinem Sohn Wenzel Leopold Putz von Breitenbach. 1775 erhielt es Graf Franz Anton von Nostitz-Rieneck von Franz Xaver Putz von Breitenbach. Friedrich von Nostitz verkaufte die Herrschaft 1799 an Freiherrn Kaspar Friedrich d´Overschie. 1806 veräußerten seine Erben die Liegenschaften an Freiherrn Karl Thysebaert, worauf 1828 Freiherr August Thysebaert folgte. Der erste nicht-adelige Besitzer war 1830 Johann Anton Hladik, seit 1838 gehörte die Herrschaft Antonia von Neuberg.
1847 zählte Luck 85 Häuser mit 612 Einwohnern, darunter 16 Häuser mit 23 jüdischen Familien, eine Pfarrkirche zum hl. Laurenz, eine Kapelle zur hl. Anna, eine Pfarrei und eine Schule unter dem Patronat der Obrigkeit, ein herrschaftliches Schloss mit Wohnung des Amtsdirektors, ein Meierhof, ein Brauhaus, eine Brennerei, eine Synagoge, ein Wirtshaus und eine Mühle. Etwas abseits lag die sogenannte Obere Kleymühle mit einer Brettsäge, einer Schäferei inklusive eines Wohnhauses und im Oberwald einem obrigkeitliches Försterhaus. Die Patrimonialgerichtsbarkeit wurde im Kaisertum Österreich nach den Revolutionsjahren 1848/49 aufgehoben. Seit 1850 gehörte die Gemeinde zum Bezirk Luditz. Luck wurde zum Marktflecken erhoben. 1930 zählte die örtliche Pfarrei 1854 Katholiken und 3 Nichtkatholiken. Nach dem Münchner Abkommen wurde Luck 1938 dem Deutschen Reich zugeschlagen und gehörte bis 1945 zum Landkreis Luditz. Nach Beendigung des Zweiten Weltkrieges wurde ein großer Teil der deutschen Bevölkerung vertrieben. Seit 1961 gehört Luka zum Okres Karlovy Vary. 1975 wurde Luka nach Verušičky eingemeindet.

### Jüdische Gemeinde
Der Legende nach sollen sich bereits unter den ersten Siedlern Lucks jüdische Familien befunden haben. Eine örtliche Andachtsstätte könnte Mitte des 15. Jahrhunderts entstanden sein. Im 18. und 19. Jahrhundert existierten in Luck mehrere jüdische Schulen und Druckereien. 1842 wurde die alte Synagoge bei einem Großbrand zerstört. Kurz darauf erfolgte der Wiederaufbau im Stil des Klassizismus. Zur Synagoge gehörte ein Gemeindehaus, Mikwe und Schächthaus. Ende des 19. Jahrhunderts zog ein großer Teil der jüdischen Einwohner fort. Während den Novemberpogromen 1938 zerstörten die Nationalsozialisten die Inneneinrichtung. Nach 1960 wurde die Synagoge, die zeitweise als Lagerhaus diente, abgerissen. Auch die meisten Ghettohäuser verschwanden. Erhalten blieben Relikte des jüdischen Friedhofs.

## Sehenswürdigkeiten

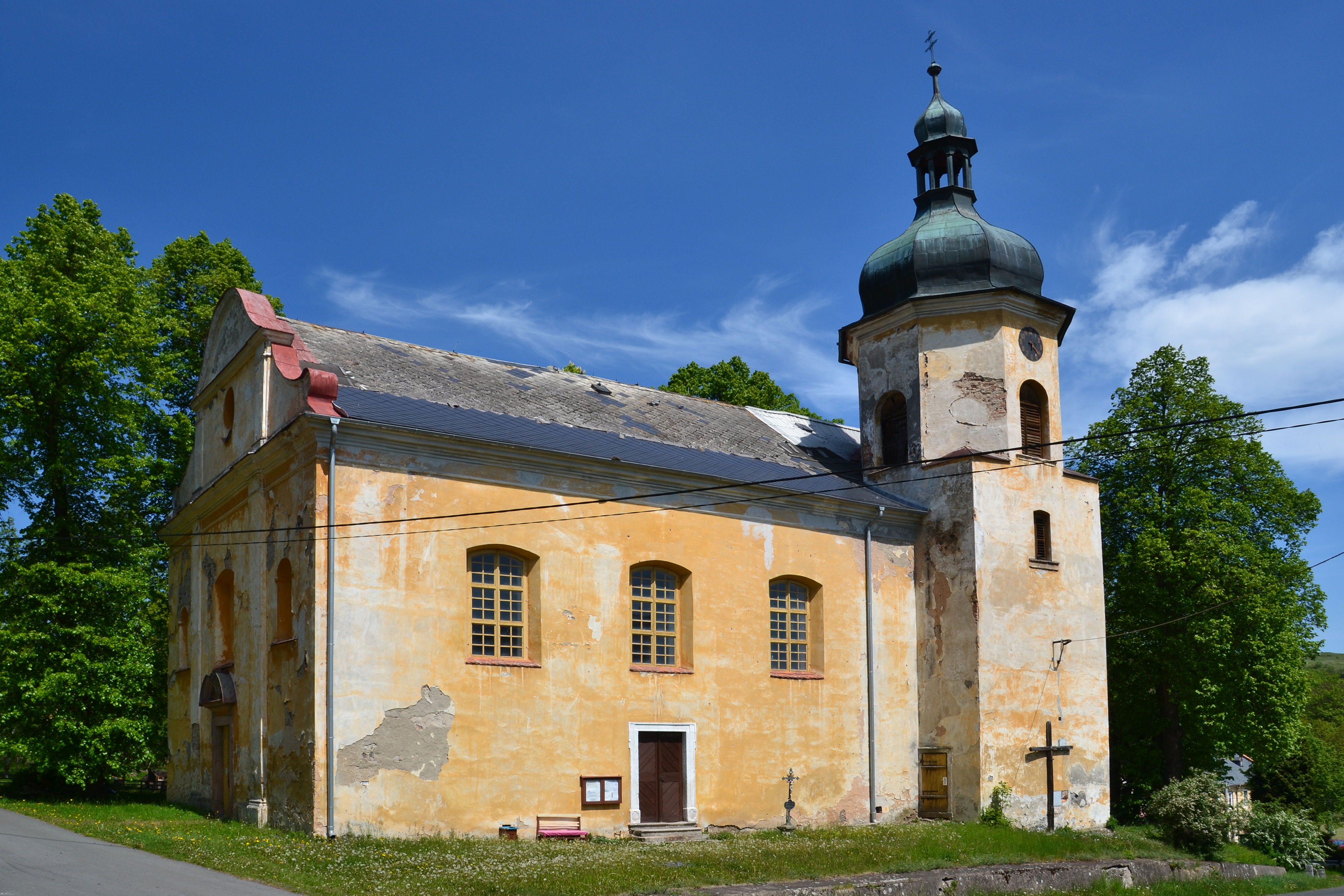
Pfarrkirche St. Laurentius
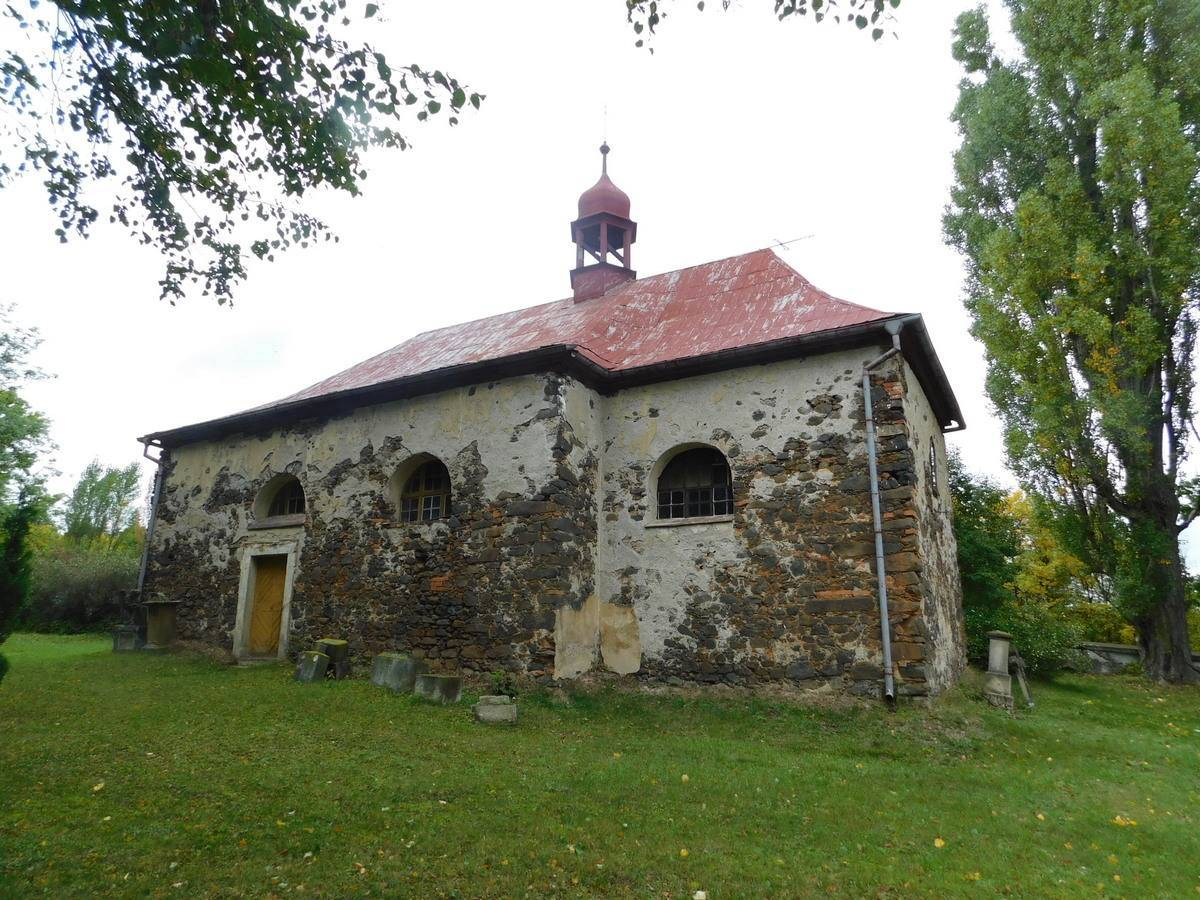
Kapelle St. Anna
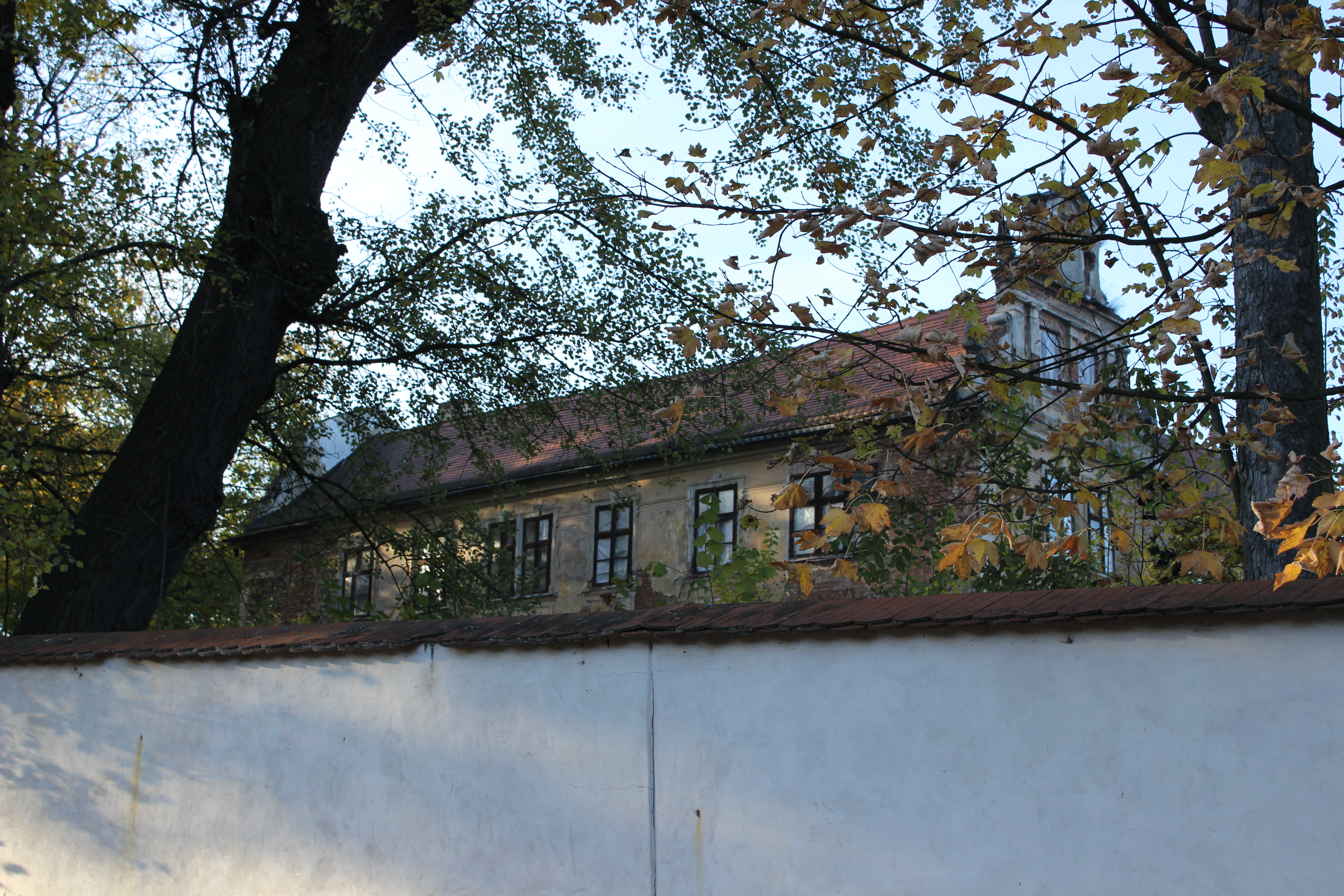
Schloss Luck
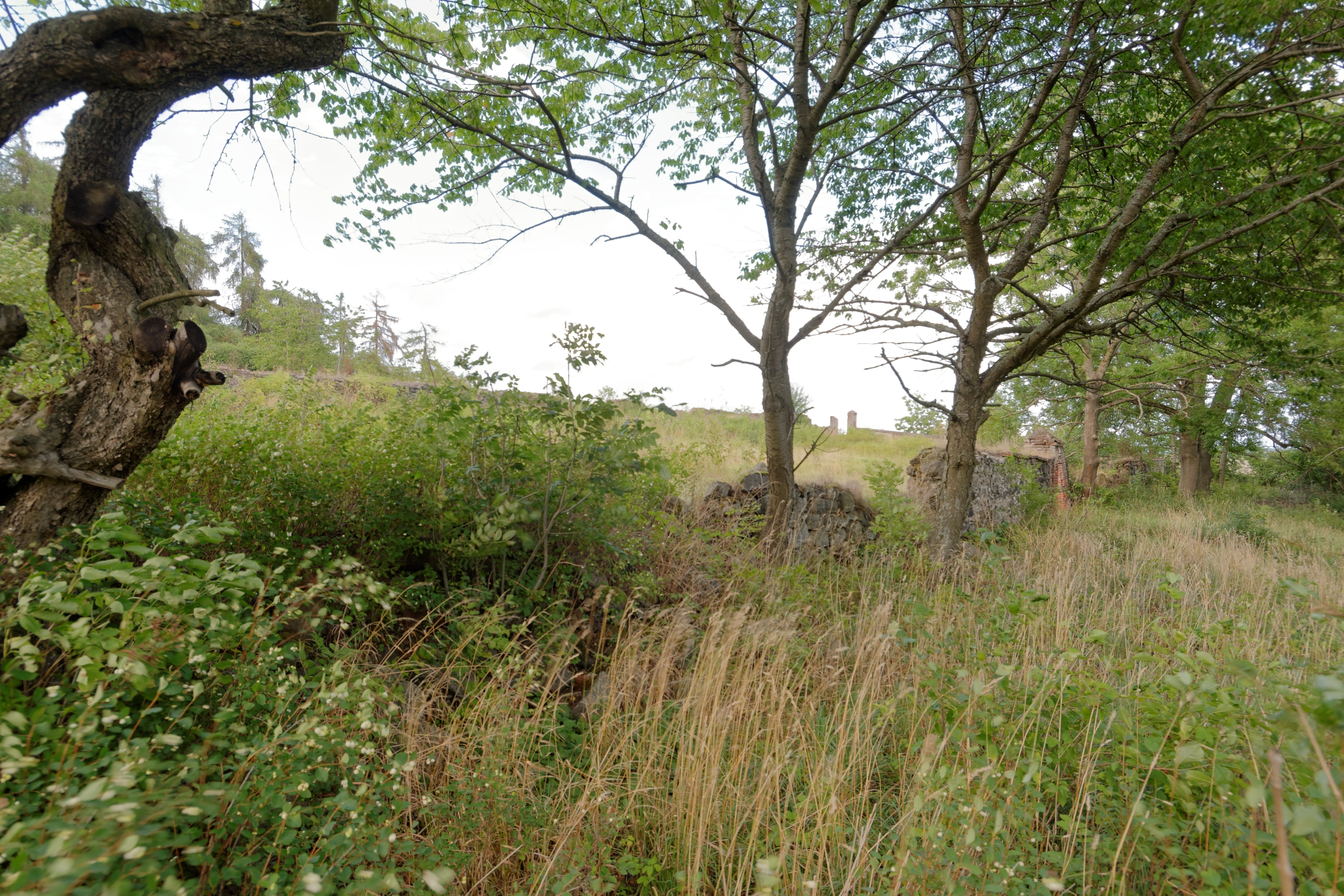
Jüdischer Friedhof
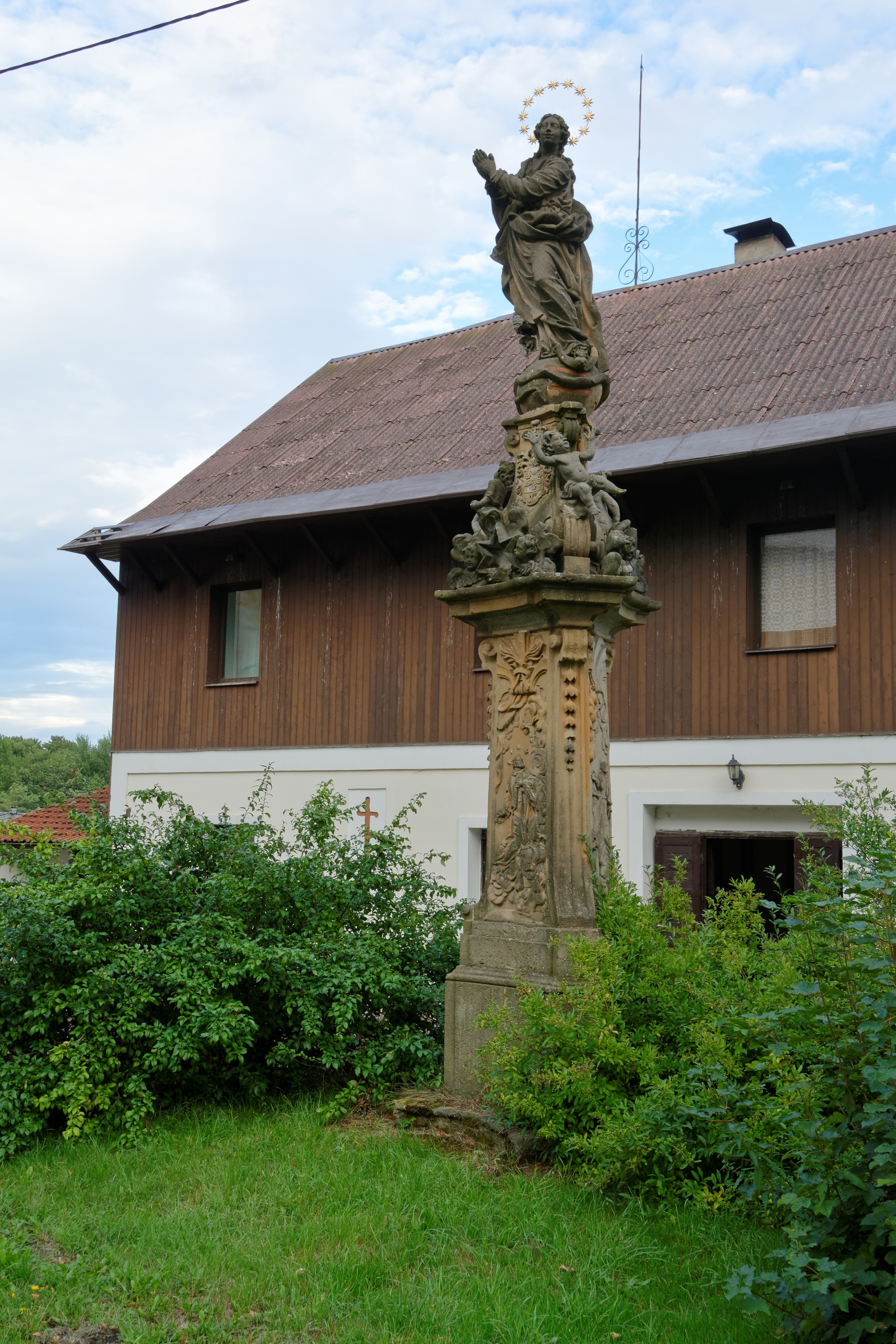
Mariensäule

- Pfarrkirche St. Laurentius
- Kapelle St. Anna
- Schloss Luck
- Jüdischer Friedhof
- Mariensäule

## Söhne des Ortes
- Franz Xaver Putz von Breitenbach (1737–1794), böhmischer Adeliger, Grundherr